# Cratere Perel'man
Perel'man è un cratere lunare di 48,87 km situato nella parte sud-occidentale della faccia nascosta della Luna.